# Prachtfalter
Die Prachtfalter  (Cosmopterigidae) sind eine Familie der Schmetterlinge (Lepidoptera). Sie kommen weltweit mit ca. 1.600 Arten vor. In ganz Europa sind bis jetzt 80 Arten beschrieben, von denen in Mitteleuropa 25 Arten vorkommen. Die Falter sind nahe mit den Palpenmotten (Gelechiidae) verwandt, mit denen sie in einem Schwesternverhältnis stehen. Ihr Hauptverbreitungsgebiet sind die Tropen.

## Merkmale
Die Falter haben einen schmalen und langgestreckten Körper und schmale Flügel. Dabei sind die Hinterflügel meist schmaler und manchmal zugespitzt. Die Vorderflügel sind meist lebhaft gefärbt und weisen manchmal auch metallisch gefärbte Bereiche auf. Sie haben an den Flügelinnenseiten lange Fransen. Ihre fadenförmigen Fühler sind etwa so lang, wie die Vorderflügel. Ihr Saugrüssel ist gut entwickelt. Der Penis (Aedeagus) der Männchen ist verhärtet und deutlich asymmetrisch.

## Lebensweise
Die überwiegend nachtaktiven Falter leben in offenen und locker bewachsenen Gegenden, wie z. B. auf Wiesen, an Wegrändern und auch in lichten Wäldern. Es gibt nur wenige tagaktive Arten, die nachts nicht durch Licht gelockt werden können. In Ruheposition sind die Hinterbeine charakteristisch an den etwas emporgehobenen Hinterleib gelegt. Man kann sie manchmal beim im Kreis Tänzeln auf Blättern, besonders auf ihren Futterpflanzen beobachten.

### Nahrung der Raupen
Die Raupen ernähren sich zumeist als Minierer in Rinde und Blättern, aber auch in Pflanzengallen oder von Blüten und Samenanlagen. Das Nahrungsspektrum der Prachtfalter umschließt dabei mehr als 35 Pflanzenfamilien, die meisten Arten ernähren sich aber von Süßgräsern (Poaceae) und Hülsenfrüchtlern (Fabaceae). Einige tropisch vorkommenden Raupen ernähren sich von verrottendem Pflanzenmaterial, manche Arten ernähren sich von Aas. Die Raupen der Gattung Hyposmocoma, wie z. B. der auf Hawaii lebende Hyposmocoma molluscivora sind räuberisch. Sie fangen ihre Beute (Schnecken), indem sie sie mit gesponnener Seide fesseln.

## Systematik (Europa)
- Unterfamilie Antequerinae
  - Alloclita haifensis
  - Alloclita recisella Staudinger, 1859
  - Euclemensia woodiella (Curtis, 1830)
  - Gibeauxiella bellaqueifontis (Gibeaux, 1986)
  - Gibeauxiella reliqua (Gibeaux, 1986)
  - Limnaecia phragmitella Stainton, 1851
  - Pancalia baldizzonella Riedl, 1994
  - Pancalia leuwenhoekella (Linnaeus, 1761)
  - Pancalia nodosella (Bruand, 1851)
  - Pancalia schwarzella (Fabricius, 1798)
- Unterfamilie Chrysopeleiinae
  - Ascalenia acaciella Chrétien, 1915
  - Ascalenia decolorella Sinev, 1984
  - Ascalenia echidnias (Meyrick, 1891)
  - Ascalenia vanella (Frey, 1860)
  - Ascalenia vanelloides Gerasimov, 1930
  - Ascalenia viviparella Kasy, 1969
  - Bifascia nigralbella (Chrétien, 1915)
  - Bifascioides leucomelanellus (Rebel, 1916)
  - Calycobathra calligoni Sinev, 1979
  - Calycobathra variapenella Sinev, 1984
  - Gisilia lerautella Gibeaux, 1986
  - Gisilia stereodoxa (Meyrick, 1925)
  - Sorhagenia janiszewskae Riedl, 1962
  - Sorhagenia lophyrella (Douglas, 1846)
  - Sorhagenia reconditella Riedl, 1983
  - Sorhagenia rhamniella (Zeller, 1839)
- Unterfamilie Cosmopteriginae
  - Anatrachyntis simplex (Walsingham, 1891)
  - Coccidiphila danilevskyi Sinev, 1997
  - Coccidiphila gerasimovi Danilevsky, 1950
  - Coccidiphila kasypinkeri Traugott-Olsen, 1986
  - Coccidiphila ledereriella (Zeller, 1850)
  - Coccidiphila patriciae J. Nel & A. Nel, 2000
  - Coccidiphila riedli Traugott-Olsen, 1986
  - Cosmopterix athesiae Huemer & Koster, 2006
  - Cosmopterix attenuatella (Walker, 1864)
  - Cosmopterix coryphaea Walsingham, 1908
  - Cosmopterix crassicervicella Chrétien, 1896
  - Cosmopterix lienigiella Zeller, 1846
  - Cosmopterix orichalcea Stainton, 1861
  - Cosmopterix pararufella Riedl, 1976
  - Cosmopterix pulchrimella Chambers, 1875
  - Cosmopterix schmidiella Frey, 1856
  - Cosmopterix scribaiella Zeller, 1850
  - Cosmopterix sibirica Sinev, 1985
  - Cosmopterix turbidella Rebel, 1896
  - Cosmopterix zieglerella (Hübner, 1810)
  - Eteobalea albiapicella (Duponchel, 1843)
  - Eteobalea alypella (Klimesch, 1946)
  - Eteobalea anonymella (Riedl, 1965)
  - Eteobalea beata (Walsingham, 1907)
  - Eteobalea dohrnii (Zeller, 1847)
  - Eteobalea intermediella (Riedl, 1966)
  - Eteobalea isabellella (O. G. Costa, 1836)
  - Eteobalea serratella (Treitschke, 1833)
  - Eteobalea siciliae (Riedl, 1966)
  - Eteobalea sumptuosella (Lederer, 1855)
  - Eteobalea teucrii (Walsingham, 1907)
  - Eteobalea thaumatella (Walsingham, 1907)
  - Eteobalea tririvella (Staudinger, 1870)
  - Hodgesiella rebeli (Krone, 1905)
  - Hodgesiella rhodorrhisella (Kasy, 1970)
  - Isidiella divitella (Constant, 1885)
  - Isidiella nickerlii (Nickerl, 1864)
  - Pyroderces argyrogrammos (Zeller, 1847)
  - Pyroderces brosi Riedl, 1969
  - Pyroderces caesaris Gozmany, 1957
  - Pyroderces klimeschi Rebel, 1938
  - Pyroderces tethysella Koster & Sinev, 2003
  - Pyroderces wolschrijni Koster & Sinev, 2003
  - Ramphis ibericus Riedl, 1969
  - Ramphis libanoticus Riedl, 1969
  - Stagmatophora heydeniella (Fischer von Röslerstamm, 1838)
  - Vulcaniella cognatella Riedl, 1990
  - Vulcaniella extremella (Wocke, 1871)
  - Vulcaniella fiordalisa (Petry, 1904)
  - Vulcaniella gielisi Koster & Sinev, 2003
  - Vulcaniella grabowiella (Staudinger, 1859)
  - Vulcaniella grandiferella Sinev, 1986
  - Vulcaniella karadaghella Sinev, 1986
  - Vulcaniella klimeschi (Riedl, 1966)
  - Vulcaniella pomposella (Zeller, 1839)
  - Vulcaniella rosmarinella (Walsingham, 1891)